# Miss Missouri USA

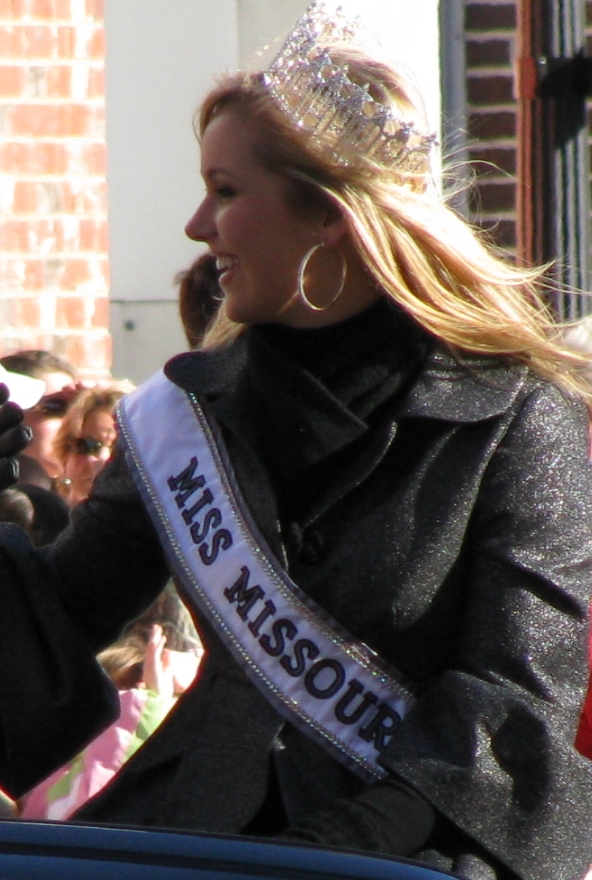
Candice Crawford, Miss Missouri USA 2008

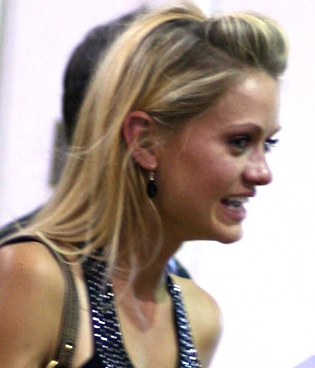
Amber Seyer, Miss Missouri USA 2007

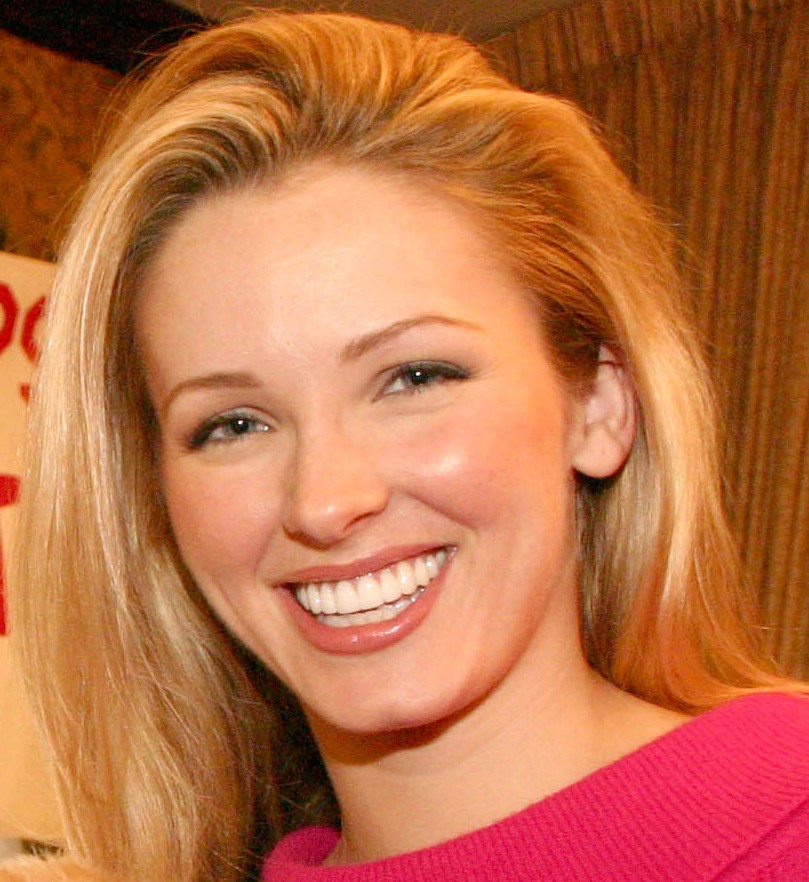
Shandi Finnessey Miss Missouri USA e Miss USA 2004

A competição de Miss Missouri USA é o concurso de beleza que elege a representante do Estado do Missouri para o concurso Miss USA. Em 1993, o Missouri se juntou ao grupo Vanbros de concursos estaduais para o sistema Miss USA e Miss Teen USA.
O Missouri tem uma única Miss USA, Shandi Finnessey, segunda colocada no concurso Miss Universo 2004, vencido pela australiana Jennifer Hawkins.
Três misses Missouri USA competiram no Miss América, incluindo Finnessey, uma das duas únicas vencedoras do Miss USA desde 1980 a ganhar esse título. Seis ex-candidatas ao título de Miss Teen USA também venceram a disputa estadual adulta, igualando com Indiana e Virgínia a maior quantidade de participações em concursos anteriores. No entanto, Indiana e Missouri tiveram vencedoras que competiram por Estados diferentes no Miss Teen USA.

## Sumário de resultados

### Classificações
- Miss USA Shandi Finnessey (2004)
- 3ª(s) colocada(s): Carolyn Carlew (1952), Sandra Lee Marlin (1963), Melanie Breedlove (1998)
- 4ª(s) colocada(s):	Nancy Rebecca (1971), Sandy Percival (1984), Dawn Fonseca (1987)
- 5ª(s) colocada(s): Karen Hendrix (1967), Larissa Meek (2001)
- Top 10: Amy Ruth Coverdale (1985), Amber Seyer (2007), Candice Crawford (2008), Ashley Strohmier (2010), Sydnee Stottlemyre (2016), Bayleigh Dayton (2017)
- Top 12:	Dorothy Ann McElven (1974), Nancy LaRose (1975), Donna Hibbitts (1976), Shelly Lehman (1994), Britt Powell (1995)
- Top 15: Marilyn Jean Stalcup (1960)

## Vencedoras
| Ano  | Nome                  | Cidade          | Idade1 | Classificação no Miss USA | Premiações Especiais no Miss USA | Notas |
| ---- | --------------------- | --------------- | ------ | ------------------------- | -------------------------------- | --- |
| 2020 | Megan Kelly           | Springfield     | 22     |                           |                                  | |
| 2019 | Miriah Jo Ludtke      | St. Louis       | 24     |                           |                                  | |
| 2018 | Tori Kruse            | Osage Beach     | 26     |                           |                                  | |
| 2017 | Bayleigh Dayton       | Kansas City     | 23     | Top 10                    |                                  | |
| 2016 | Sydnee Stottlemyre    | Wildwood        | 22     | Top 10                    |                                  | Foi Miss Missouri Teen USA 2011 5ª colocada no Miss Teen USA 2011 |
| 2015 | Rebecca Dunn          | Columbia        | 23     |                           |                                  | |
| 2014 | Erica Sturdefant      | Springfield     | 23     |                           |                                  | Foi Miss Missouri Teen USA 2010 |
| 2013 | Ellie Holtman         | Montgomery City | 20     |                           |                                  | |
| 2012 | Katie Kearney         | St. Louis       | 23     |                           |                                  | |
| 2011 | Hope Driskill         | Jefferson City  | 21     |                           |                                  | |
| 2010 | Ashley Strohmier      | Jefferson City  | 21     | Top 10                    |                                  | |
| 2009 | Stacey Smith          | Florissant      | 22     |                           |                                  | |
| 2008 | Candice Crawford      | Columbia        | 21     | Top 10                    |                                  | Irmã de Chace Crawford |
| 2007 | Amber Seyer           | Oran            | 20     | Top 10                    |                                  | Anteriormente Miss Missouri Teen USA 2003 |
| 2006 | Kristi Capel          | Springfield     | 22     |                           |                                  | Meteorologista na WBRE |
| 2005 | Andrea Ciliberti      | Kansas City     | 21     |                           |                                  | Competidora na terceira temporada de Beauty and the Geek |
| 2004 | Ashley Litton         | Olathe          | 20     |                           |                                  | |
| 2004 | Shandi Finnessey      | Florissant      | 25     | Vencedora                 |                                  | 2ª colocada no Miss Universo 2004, anteriormente Miss Missouri America 2002, 4ª colocada no Miss Oktoberfest 2000                                                                 |
| 2003 | Tara Bollinger        |                 | 23     |                           |                                  | |
| 2002 | Melana Scantlin       | Gladstone       | 24     |                           |                                  | Anteriormente Miss Missouri Teen USA 1995 e top 12 no Miss Teen USA 1995, participante de reality show (Average Joe)                                                              |
| 2001 | Larissa Meek          | St. Louis       | 23     | 5ª colocada               |                                  | Anteriormente Miss Missouri Teen USA 1997, participante de reality show (Average Joe)                                                                                             |
| 2000 | Denette Roderick      |                 |        |                           |                                  | |
| 1999 | Teri Bollinger        |                 |        |                           |                                  | Anteriormente Miss Illinois Teen USA 1990 |
| 1998 | Melanie Breedlove     |                 |        | 3ª colocada               |                                  | Anteriormente Miss Missouri Teen USA 1993 |
| 1997 | Amanda Jahn           | St Joseph       | 25     |                           |                                  | |
| 1996 | Aimee Rinehart        |                 | 24     |                           |                                  | |
| 1995 | Britt Powell          |                 |        | Semi-Finalista            |                                  | Mais tarde Mrs. Arizona America 2004 sob o nome de casada, Britt Boyse; atual diretora dos concursos Miss Arizona USA, Miss Arizona Teen USA, Miss Utah USA e Miss Utah Teen USA. |
| 1994 | Shelly Lehman         |                 |        | Semi-Finalista            |                                  | |
| 1993 | Stephanie Nunn        | Springfield     |        |                           |                                  | |
| 1992 | Tonya Snodgrass       |                 |        |                           |                                  | |
| 1991 | Tiffany Hazel         |                 |        |                           |                                  | |
| 1990 | Lori Suschnick        |                 |        |                           |                                  | |
| 1989 | Rhonda Hoglan         |                 |        |                           |                                  | Anteriormente Miss Missouri Teen USA 1985, 4ª colocada no Miss Teen USA 1985 |
| 1988 | Alecia Workman        |                 |        |                           |                                  | |
| 1987 | Dawn Fonseca          | Independence    | 22     | 3rd Runner-Up             |                                  | |
| 1986 | Barbara Webster       | Kansas City     |        |                           |                                  | Anteriormente Miss Missouri America 1983, top 10 semifinalista no Miss America 1984                                                                                               |
| 1985 | Amy Ruth Coverdale    | Columbia        |        | Semi-Finalista            |                                  | |
| 1984 | Sandy Percival        | Sunrise Beach   | 20     | 4ª colocada               |                                  | Mais tarde Miss International USA 1984 e competiu no Miss Internacional 1984, sem se classificar                                                                                  |
| 1983 | Robin Elizabeth Riley | Columbia        |        |                           |                                  | Mais tarde Miss Missouri America 1987, top 10 semifinalista no Miss America 1988                                                                                                  |
| 1982 | Susan Heiman          | Kansas City     |        |                           |                                  | |
| 1981 | Karyn Smagacz         | Fulton          |        |                           |                                  | |
| 1980 | Kelly Laxson          | Kansas City, MO |        |                           |                                  | |
| 1979 | Virginia Dean         |                 |        |                           |                                  | |
| 1978 | Paula Anita Taylor    |                 |        |                           |                                  | |
| 1977 | Connie Ast            |                 |        |                           |                                  | Successora no título; Competiu no Miss USA 1977 |
| 1977 | Leigh Ann Middleton   |                 |        |                           |                                  | Venceu o título de Miss Missouri USA 1977, mas devido a um acidente automobilístico, ficou impossibilitada de continuar seu reinado ou competir no Miss USA                       |
| 1976 | Donna Hibbitts        |                 |        | Semi-Finalista            |                                  | |
| 1975 | Nancy LaRose          | Marshall        |        | Semi-Finalista            |                                  | |
| 1974 | Dorothy Ann McElven   |                 |        | Semi-Finalista            |                                  | |
| 1973 | Camilla Crist         |                 |        |                           |                                  | |
| 1972 | Janet Potter          |                 |        |                           |                                  | |
| 1971 | Nancy Rebecca         |                 |        | 4ª colocada               |                                  | |
| 1970 | Suzette Grenham       | Independence    |        |                           |                                  | |
| 1969 | Sherry Hoffman        |                 |        |                           |                                  | |
| 1968 | Jan Barton            | Macon           |        |                           |                                  | |
| 1967 | Karen Hendrix         |                 |        | 5ª colocada               |                                  | |
| 1966 | Martha Taylor         |                 |        |                           |                                  | |
| 1965 | Barbara Brooks        |                 |        |                           |                                  | |
| 1964 | Sandy Bawol           |                 |        |                           |                                  | 5ª colocada no Miss World USA 1963 |
| 1963 | Sandra Lee Marlin     |                 |        | 3ª colocada               |                                  | |
| 1962 | Mikee Campbell        |                 |        |                           |                                  | |
| 1961 | Joan Roberts          |                 |        |                           |                                  | |
| 1960 | Marilyn Jean Stalcup  |                 |        | Semi-Finalista            |                                  | |
| 1959 | Barbara Jayne Stell   |                 |        |                           |                                  | |
| 1958 | Beverly Sue Wright    |                 |        |                           |                                  | |
| 1957 | Judith Ann Murback    |                 |        |                           |                                  | |
| 1956 | Carol Rae Thrower     |                 |        |                           |                                  | |
| 1955 | Bennie Joan Pritchard |                 |        |                           |                                  | |
| 1954 | Alice Jean Porritt    |                 |        |                           |                                  | |
| 1953 | Donna Gardner         |                 |        |                           |                                  | |
| 1952 | Carolyn Carlew        |                 |        | 3ª colocada               |                                  | |

1 Idade à época do concurso Miss USA